# Jeroen D'hoedt
Jeroen D'hoedt (Halle, 10 januari 1990) is een Belgische voormalige middellangeafstandsloper en veldloper. In laatstgenoemde discipline werd hij in 2009 Europees kampioen bij de junioren. Eerder dat jaar veroverde hij ook zijn eerste Belgische titel. Hij nam eenmaal deel aan de Olympische Spelen, waar hij in de series strandde.

## Loopbaan
D'hoedt werd in 2009 Belgisch kampioen op de 3000 m steeple, zijn eerste titel bij de senioren.
In 2011 veroverde hij het algemeen klassement van de Crosscup. Bovendien werd hij dat jaar ook uitgezonden naar de wereldkampioenschappen in Daegu, waar hij deelnam aan de 1500 m. Hier werd hij in de series uitgeschakeld.
Begin 2014 werd D'hoedt voor het eerst Belgisch kampioen in het veldlopen. Hij kon zich op de 5000 m plaatsen voor de Europese kampioenschappen in Zürich, maar wegens een blessure kon hij niet deelnemen. Wegens te weinig progressie in zijn prestaties verloor hij eind 2014 zijn profcontract bij Atletiek Vlaanderen. Hij besloot dan over te stappen naar de Franstalige liga LBFA en te verhuizen van Olympic Essenbeek Halle naar Cercle athlétique du Brabant wallon (CABW).
In 2016 maakte hij zijn olympisch debuut op de Olympische Spelen van Rio. Hij kwam uit op de 3000 m steeple. Zijn tijd van 8.48,29 was niet snel genoeg om zich te kwalificeren voor de finale.
In 2022 kondigde hij na enkele mindere jaren aan een punt te zetten achter zijn atletiekcarrière.

## Kampioenschappen

### Internationale kampioenschappen
| Onderdeel | Titel                      | Jaar |
| --------- | -------------------------- | ---- |
| veldlopen | Europees kampioen junioren | 2009 |

### Belgische kampioenschappen
Outdoor
| Onderdeel               | Jaar       |
| ----------------------- | ---------- |
| 3000 m steeple          | 2009       |
| veldlopen               | 2014, 2016 |
| veldlopen (korte cross) | 2018       |

## Persoonlijke records
| Onderdeel      | Prestatie | Datum           | Plaats     |
| -------------- | --------- | --------------- | ---------- |
| 800 m          | 1.47,22   | 6 augustus 2011 | Ninove     |
| 1000 m         | 2.22,84   | 14 mei 2011     | Lisse      |
| 1500 m         | 3.36,07   | 2 augustus 2011 | Oordegem   |
| 3000 m         | 7.53,36   | 5 juni 2016     | Birmingham |
| 5000 m         | 13.34,90  | 4 mei 2014      | Palo Alto  |
| 3000 m steeple | 8.30,03   | 18 juli 2015    | Heusden    |

## Palmares

### 1000 m
- 2012:  Ter Specke Bokaal in Lisse – 2.23,70

### 1500 m
- 2007: 8ste EYOF in Belgrado – 3.58,12
- 2010:  BK AC – 3.43,09
- 2011: 5e EK U23 in Ostrava – 3.51,56
- 2011: 10e in reeks WK in Daegu – 3.45,54

### 3000 m steeple
- 2009:  EJK in Novi Sad – 8.51,76
- 2009:  BK AC – 8.52,93
- 2016: 7e in series EK in Amsterdam – 8.42,75
- 2016: 13e in series OS in Rio de Janeiro – 8.48,29

### veldlopen
- 2007: 33ste EK junioren in Toro
- 2008: 17de EK junioren in Brussel
- 2009:  EK junioren in Dublin (6039 m) – 18.46
- 2010: 4e EK U23 in Albufeira
- 2011:  Crosscup
- 2013: 4e EK in Belgrado (9.880 m) – 29.35,  landenklassement
- 2014:  Crosscup
- 2014:  BK AC in Wachtebeke
- 2015:  Sylvestercross (10,4 km) – 34.55
- 2016:  BK AC in Wachtebeke
- 2016: DNF EK in Chia
- 2017:  Sylvestercross in Soest – 36.04
- 2018:  BK AC korte cross in Laken
- 2018:  Sylvestercross in Soest – 34.29

## Onderscheidingen
- 2009: Gouden Spike voor beloften (U23)